# Nationalpark Călimani
Der Nationalpark Călimani (rumänisch: Parcul Național Călimani) ist ein Naturschutzgebiet der IUCN-Kategorie II im Călimani-Gebirge, in den Ostkarpaten, im Norden Rumäniens. Er erstreckt sich über die Kreise Mureș, Suceava, Harghita und Bistrița-Năsăud.

## Beschreibung

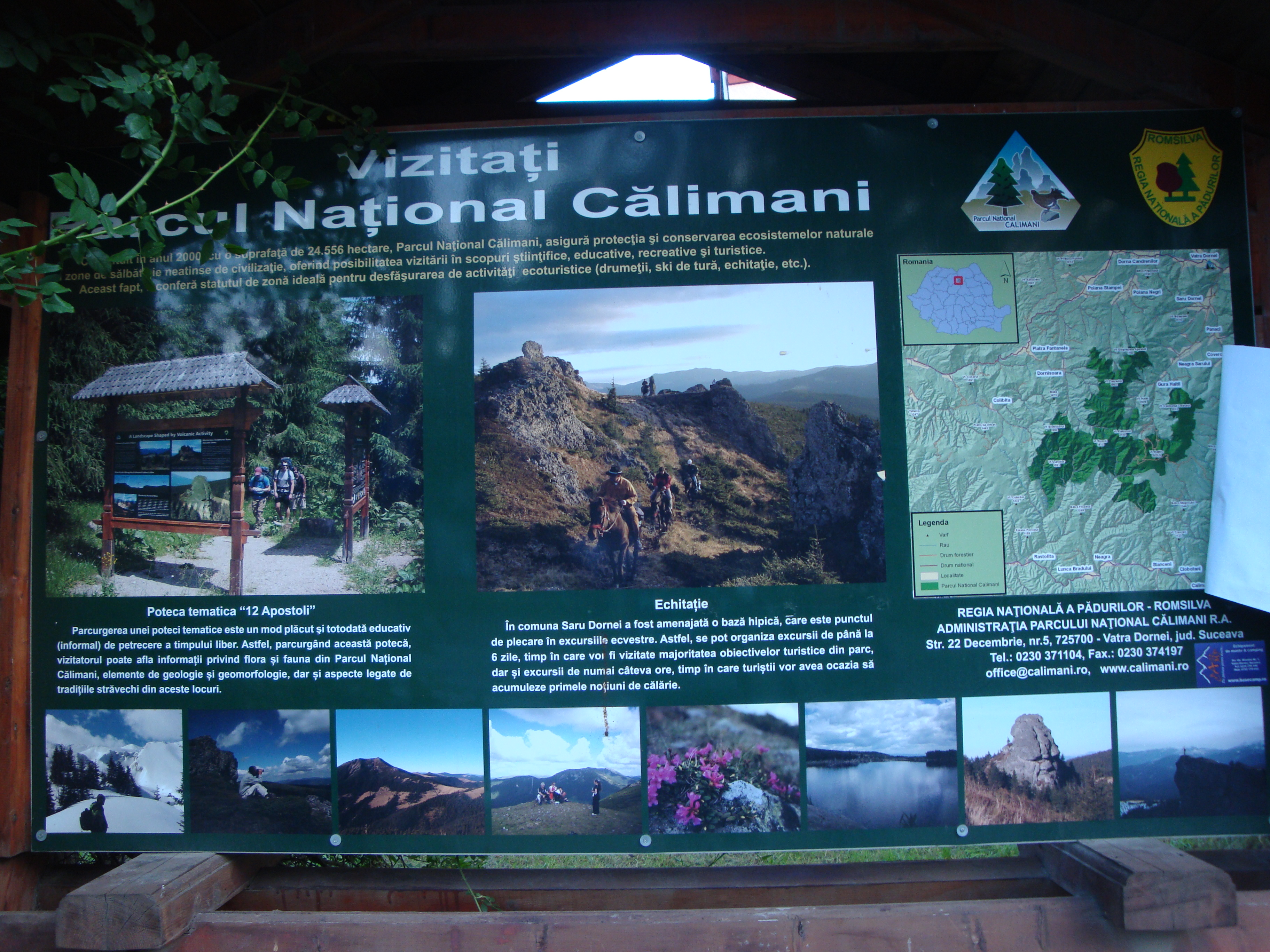
Verwaltungszentrum

Der Nationalpark Călimani hat eine Oberfläche von 24.041 Hektar. Er umfasst fast vollständig das Călimani-Gebirge, vulkanischen Ursprungs. Der Vulkankrater ist mit einem Durchmesser von 10 Kilometern der größte Rumäniens. Zu den Sehenswürdigkeiten des Nationalparks zählen unter anderem bizarre Felsformationen, wie „Die Roten Steine“ („Pietrele Roșii“) oder „Die 12 Apostel“ („12 Apostoli“).

## Flora
Die Flora ist sehr artenreich und ein besonderer Anziehungspunkt für die Besucher. Hier finden wir zahlreiche seltene Pflanzenarten wie den Allermannsharnisch (Allium victorialis), das Narzissenblütige Windröschen (Anemone narcissifolia) oder die Zwergprimel (Primula minima). Endemische Pflanzen des Nationalparks sind: Centaurea phrygia, Dyanthus tenuifolius und Hepatica transsilvanica.
Nadelbäume
Im Nationalpark Călimani sind folgende Nadelbäume anzutreffen:
Weiß-Tanne (Abies alba), Europäische Lärche (Larix decidua), Zirbelkiefer (Pinus cembra), Europäische Eibe (Taxus baccata), Waldkiefer (Pinus sylvestris), Bergkiefer (Pinus mugo), Alpen-Wacholder (Juniperus sibirica) Gemeiner Wacholder (Juniperus communis)
Laubbäume
Zu den Laubbäumen des Nationalparks zählen:
Rotbuche (Fagus sylvatica), Traubeneiche (Quercus petraea), Stieleiche (Quercus robur), Hainbuche (Carpinus betulus), Berg-Ahorn (Acer pseudoplatanus), Spitzahorn (Acer platanoides), Winterlinde (Tilia cordata), Gemeine Esche (Fraxinus excelsior), Feldahorn (Acer campestre), Hänge-Birke (Betula pendula), Bergulme (Ulmus glabra), Spitzahorn (Acer platanoides), Zweifarben-Weide (Salix bicolor), Lavendel-Weide (Salix eleagnos), Grün-Erle (Alnus viridis), Schwarz-Erle (Alnus glutinosa).
Sträucher
Die Sträucher werden vertreten durch folgende Arten:
Siebenbürgische Alpenrose (Rhododendron kotschyi), Kornelkirsche (Cornus mas), Gemeine Hasel (Corylus avellana), Eingriffeliger Weißdorn (Crataegus monogyna), Heidelbeere (Vaccinum myrtillus), Schwarzer Holunder (Sambucus nigra), Brombeere (Rubus fruticosus), Himbeere (Rubus idaeus), Hunds-Rose (Rosa canina), Preiselbeere (Vaccinium vitis-idaea).
Krautige Pflanzen
Zu den krautigen Pflanzen des Nationalparks gehören:
Arznei-Engelwurz (Angelica archangelica), Viola dacica, Langblättriges Hasenohr (Bupleurum longifolium), Langblättriges Waldvöglein (Cephalanthera longifolia), Braunrote Stendelwurz (Epipactis atrorubens) Breitblättrige Stendelwurz (Epipactis helleborine), Tüpfel-Enzian (Gentiana punctata), Echtes Mädesüß (Filipendula ulmaria), Wald-Storchschnabel (Geranium sylvaticum), Trollblume (Trollius europaeus), Wohlriechende Händelwurz (Gymnadenia odoratissima), Großes Zweiblatt (Listera ovata), Kleines Zweiblatt (Listera cordata), Bleiche Hainsimse (Luzula pallescens), Melampyrum saxuosum, Galmei-Frühlings-Miere (Minuartia verna), Brand-Knabenkraut (Orchis ustulata), Hohes Läusekraut (Pedicularis exaltata), Teufelskrallen (Phyteuma tetramerum, Phyteuma vagneri), Zweiblättrige Waldhyazinthe (Platanthera bifolia), Österreichischer Rippensame (Pleurospermum austriacum), Frühlings-Fingerkraut (Potentilla tabernaemontani), Karpaten-Hahnenfuß (Ranunculus carpaticus), Rote Schwarzwurzel (Scorzonera purpurea), Wasser-Greiskraut (Senecio aquaticus ssp. barbareifolius), Fluss-Greiskraut (Senecio fluviatilis), Wald-Soldanelle (Soldanella montana), Thymus comosus, Österreichischer Thymian (Thymus glabrescens), Rosa Kugelorchis (Traunsteinera globosa) und die Endemiten Phrygische Flockenblume (Centaurea phrygia), Dianthus tenuifolius, Hepatica transsilvanica.

## Fauna
Die Tierwelt des Nationalparks ist sehr artenreich, vertreten durch Säugetiere und Vögel, von denen einige auf der Roten Liste der IUCN stehen.
Säugetiere
Zu den Säugetieren des Nationalparks gehören:
Braunbär (Ursus arctos), Rothirsch (Cervus elaphus), Reh (Capreolus capreolus), Wolf (Canis lupus), Wildschwein (Sus scrofa), Rotfuchs (Vulpes vulpes crucigera), Eurasischer Luchs (Lynx lynx), Fischotter (Lutra lutra), Eichhörnchen (Sciurus carolinensis), Baummarder (Martes martes), Europäischer Iltis (Mustela putorius), Europäischer Maulwurf (Talpa europaea), Alpenspitzmaus (Sorex alpinus), Waldspitzmaus (Sorex araneus), Feldmaus (Microtus arvalis), Fledermäuse.
Vögel
Folgende Vogelarten sind im Nationalpark anzutreffen:
Steinadler (Aquila chrysaetos), Sperber (Accipiter nisus), Schwanzmeise (Aegithalos caudatus), Auerhuhn (Tetrao urogallus), Habicht (Accipiter gentilis), Schreiadler (Aquila pomarina), Kolkrabe (Corvus corax), Wasseramsel (Cinclus cinclus), Schafstelze (Motacilla flava), Gimpel (Pyrrhula pyrrhula), Gebirgsstelze (Motacilla cinerea), Dreizehenspecht (Pycoides tridactylus), Erlenzeisig (Carduelis spinus), Tannenmeise (Parus ater), Fichtenkreuzschnabel (Loxia curvirostra), Stieglitz (Carduelis carduelis), Haubenmeise (Parus cristatus), Wanderfalke (Falco peregrinus), Wintergoldhähnchen (Regulus regulus), Singdrossel (Turdus philomelos), Waldschnepfe (Scolopax rusticola).

## Touristische Attraktionen

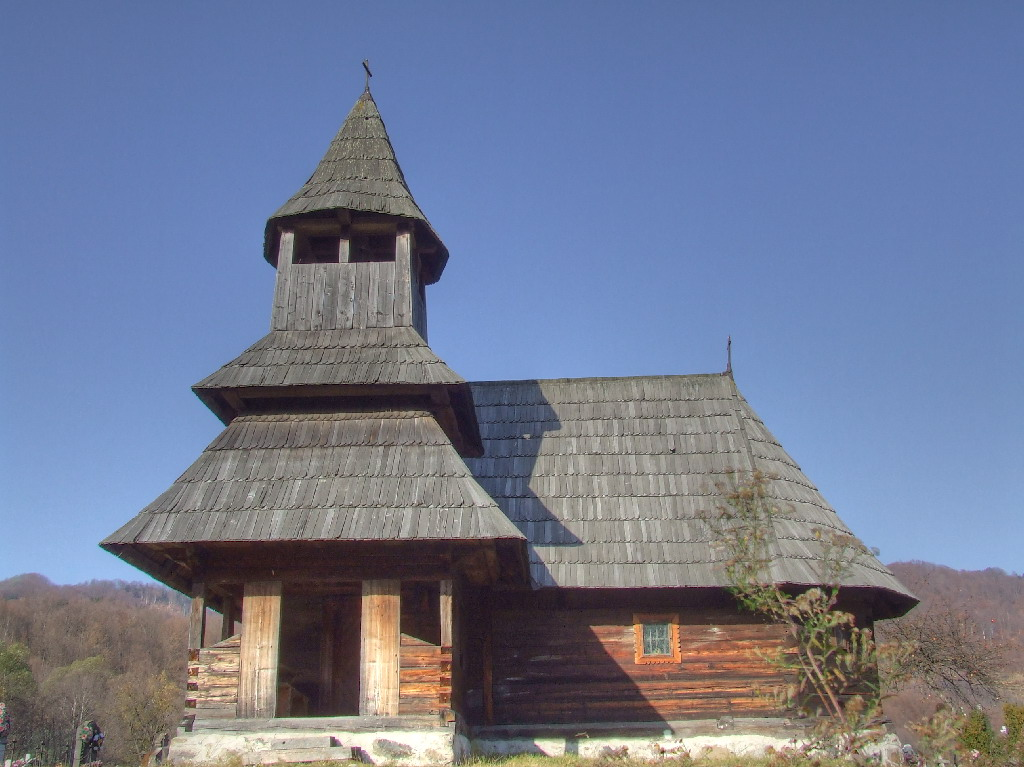
Holzkirche Răstoliţa

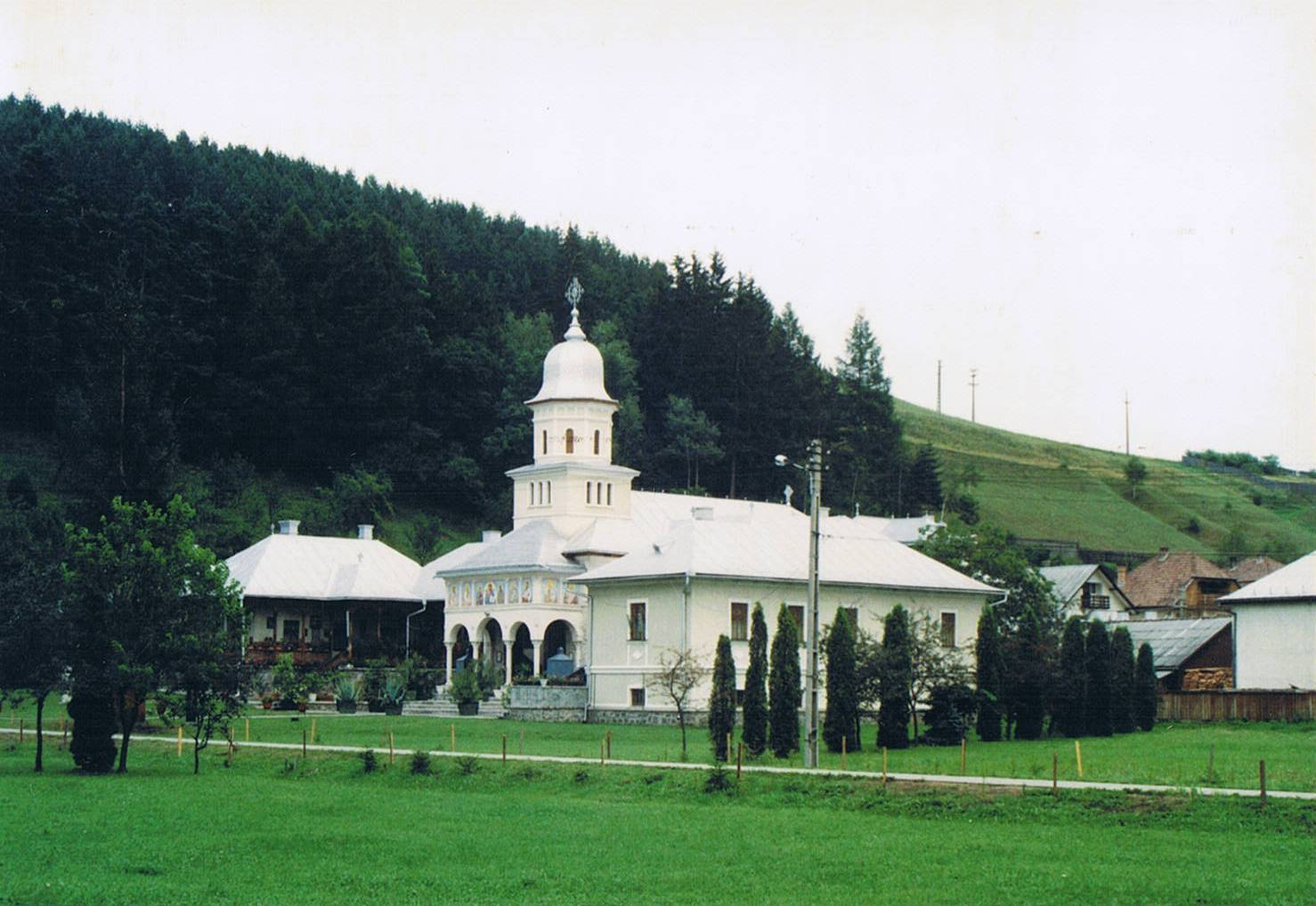
Mönchskloster von Toplița

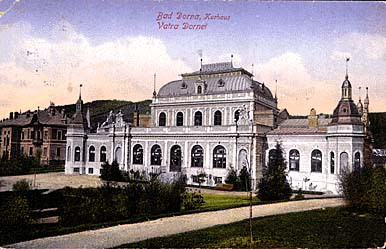
Kasino in Vatra Dornei

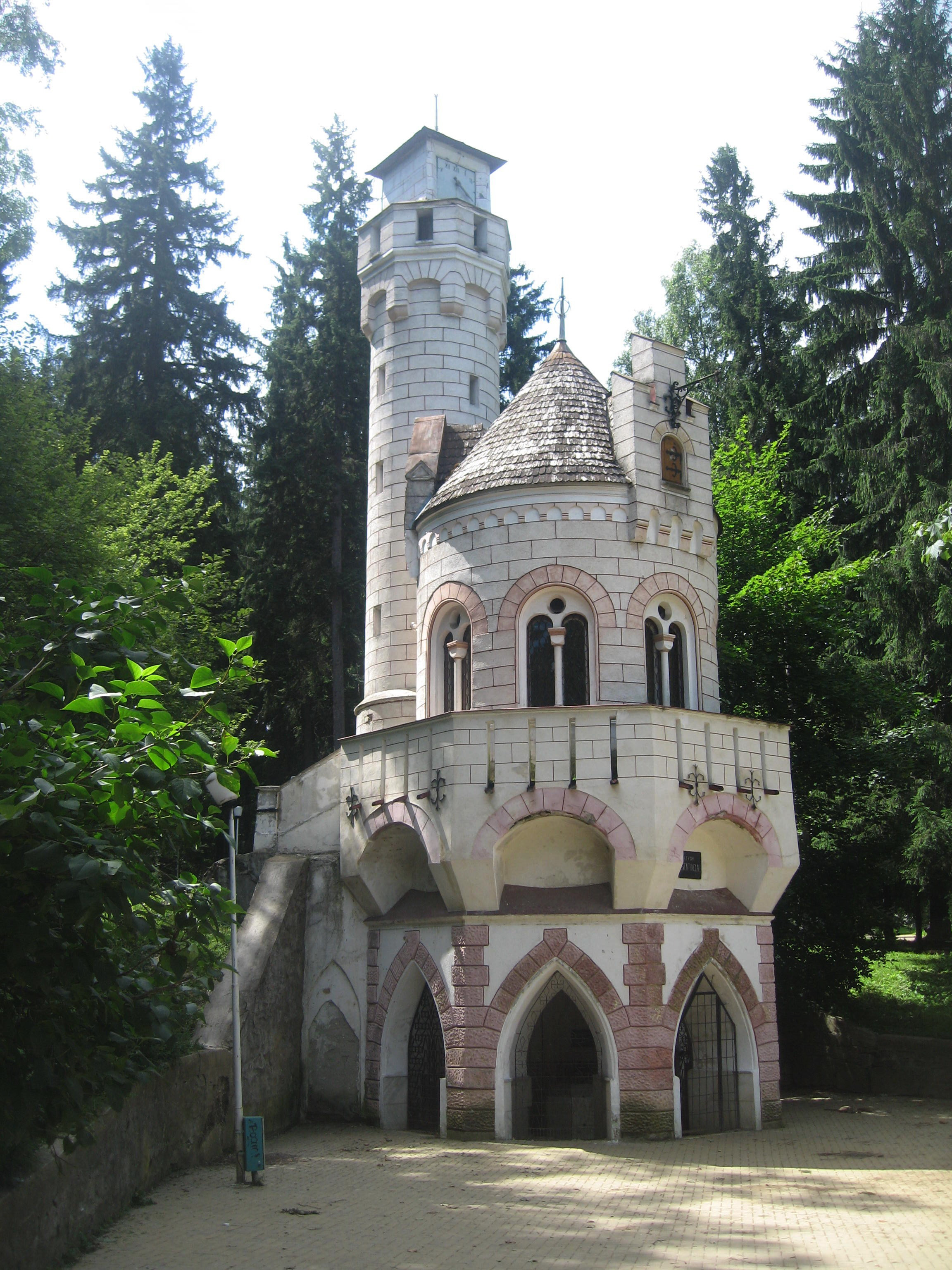
Quelle Falkenhayn (Izvorul Santinela)

In der Nähe des Nationalparks befinden sich zahlreiche historische, kulturelle und touristische Sehenswürdigkeiten:
- die Holzkirche "Sfântul Nicolae" von Răstolița (18. Jahrhundert)
- die Holzkirche „Sfântul Dumitru“ von Poiana Stampei (19. Jahrhundert)
- die Holzkirche von Bilbor (1795–1797)
- das Mönchskloster von Toplița, gestiftet 1924 von dem Patriarchen Miron Cristea
- die Kirche „Nașterea Maicii Domnului“ aus Vatra Dornei (1902)
- die römisch-katholische Kirche „Schimbarea la Față a lui Isus“ (1905)
- das Kasino in Vatra Dornei (1898)
- der Bahnhof von Vatra Dornei (1902)
- die Quelle Falkenhayn, heute Izvorul „Sentinela“ aus Vatra Dornei
- die Holzmühle aus Șaru Dornei (1890)
- das Geburtshaus von Gavril Candrea aus Dorna Candrenilor (19. Jahrhundert)

## Naturschutzgebiete
Zu den wichtigsten Naturschutzgebieten des Nationalparks gehören:
- Defileul Deda-Toplița
- Codrul secular Giumalău
- Cheile Zugrenilor
- Piatra Țibăului
- Rezervația Bila-Lala
- Obcina Feredeului
- Cascada de apă termală Toplița
- Pârâul Dobreanului
- Stâncile Tătarului
- Tăul Zânelor
- Valea Repedea
- Cheile Bistriței Ardelene